# 1517년

## 연호
- 명(明) 정덕(正德) 12년
- 일본(日本) 에이쇼(永正) 14년
- 후 레 왕조(後黎朝) 꽝티에우(光紹) 2년

## 기년
- 류큐(琉球) 쇼신왕(尚真王) 41년
- 명(明) 무종 정덕제(武宗 正德帝) 12년
- 조선(朝鮮) 중종(中宗) 12년
- 후 레 왕조(後黎朝) 소종(昭宗) 2년

## 사건
- 루터, 95개 논제를 발표하여 종교 개혁을 시작함.(10월)
- 모나리자 작품 완성 - 프랑스 앙부아즈로 이주한 레오나르도 다빈치가 채색작업을 마침(작업 시작은 1503년에 피렌체에서)
- 이집트의 맘루크 왕조가 오스만 트루크 제국에 의해 멸망함
- 커피가 이스탄불로 전파됨 - 철군하는 오스만 군대가 커피문화를 이스탄불로 가지고 왔다.